# Tabio
Tabio est une municipalité située dans le département de Cundinamarca, en Colombie. Distant de 30,8 km de Bogota par l'Autoroute Nord, également accessible par Portal de la 80.
Tabio a été fondé le 6 avril 1603 par Diego Gómez de Mena sur un village muisca déjà existant.

## Tourisme

### Thermes del Zipa
Les thermes possèdent deux piscines, une touristique et une thermale.

### Festival National du Torbellino et de danses folkloriques
1. ↑  (es) Censo 2005 — Tabio[PDF], DANE